# Nyoma duffyi
Nyoma duffyi är en skalbaggsart som först beskrevs av Stefan von Breuning 1962.  Nyoma duffyi ingår i släktet Nyoma och familjen långhorningar.
Artens utbredningsområde är Nigeria. Inga underarter finns listade i Catalogue of Life.